# سیکلازوسین
سیکلازوسین (انگلیسی: Cyclazocine) نوعی آگونیست - آنتاگونیست اوپیوئیدی است که جزء گروه بنزومورفان هاست.